# Otto Hauser (Autor)
Otto Hauser (* 22. August 1876 auf Gut Dijaneš bei Vrbovec, Österreich-Ungarn; † 26. Mai 1944 in Blindendorf (Niederösterreich)) war ein österreichischer Schriftsteller und Übersetzer.

## Leben
Hauser begann ein Studium an der Technischen Universität in Wien; wechselte aber bald schon an die Universität Wien, um orientalische Sprachen und evangelische Theologie zu studieren. In keinem dieser Fächer beendete Hauser sein Studium mit einem Abschluss.
Durch die Unterstützung des Journalisten Theodor Herzl konnte Hauser bereits während seines Studiums im Feuilleton der Neuen Freien Presse mit einigen Erzählungen debütieren. In dieser Zeit begann er sich auch als Übersetzer einen Namen zu machen. Seine erste größere Arbeit war eine Gedichtauswahl von Dante Gabriel Rossetti. 1911 engagierte ihn der Verleger Alexander Duncker; für dessen Verlag erarbeitete Hauser zahlreiche Nachdichtungen, die bis 1924 in der Reihe Aus fremden Gärten erschienen. Er veröffentlichte teilweise unter dem Pseudonym Ferdinand Büttner.
Er nahm als österreich-ungarischer Soldat am Ersten Weltkrieg teil.

## Tätigkeit als Übersetzer und Rassentheoretiker
Hauser übersetzte beinahe 100 Lyrik-Bändchen aus diversen Sprachen ins Deutsche, darunter waren englische (Algernon Swinburne, Oscar Wilde und andere), französische (Paul Verlaine, Charles Baudelaire und andere), italienische (Francesco Petrarca, Dante Alighieri und andere) und chinesische (Li Tai Bo) Lyriker.
Hausers Übersetzungen von Don Quijote (Miguel de Cervantes), der Göttlichen Komödie und den Psalmen erschienen in hohen Auflagen.
Er veröffentlichte seit Beginn des Jahrhunderts bis in die 1930er Jahre zahlreiche rassentheoretische und pseudohistorische Erörterungen, Abhandlungen und Verzeichniswerke wie Runen-Gedichte (1908), Die Germanen in Europa (1916), Genie und Rasse (1917–1922), Der blonde Mensch (1921), Leben und Treiben zur Urzeit (1921), Gebräuche der Urzeit (1924), Rasselehre (1925), Rassebilder (1925), Germanischer Glaube (1926), Die grosse zentraleuropäische Urrasse (1928), Rasse und Philosophie (1932), Die Rasse der Juden (1933) sowie antisemitische Hetzschriften wie Juden und Deutsche (1930) oder Die Juden und Halbjuden in der deutschen Literatur (1933). 1934 publizierte er in der Zeitschrift Rasse und Politik ein Gedicht mit dem Vers: „Deutsche Jugend werde mir wieder blond, // Laß aus blauen Augen, vom Strahl durchsonnt // Inneres Feuer, den wahren Himmel leuchten“.

## Werke (Auswahl)
Lyrikeinführungen und -übersetzungen
- Belgische Lyrik von 1880 bis 1900. Eine Studie und Übersetzungen. Baumert & Ronge, Großenhain 1902.
- Niederländische Lyrik von 1880 bis 1902. Eine Studie und Übersetzungen. Baumert & Ronge, Großenhain 1902.
- Dänische Lyrik von 1880 bis 1900. Eine Studie und Übersetzungen. Baumert & Ronge, Großenhain 1904.
- Dante Aligheri. Die Göttliche Komödie I. Aus dem Italienischen von Otto Hauser. Alexander Duncker Verlag, Weimar 1912. (Hölle, Erster bis Achter Gesang)
- Die chinesische Dichtung. Verlag Brandus, Berlin 1921.
- Die japanische Dichtung. Verlag Brandus, Berlin 1921.
- Die Sonette von William Shakespeare. Verlag der Botschaft, Wien 1931.

Rassentheorie
- Rasse und Rassefragen in Deutschland. A. Duncker, 1915.
- Genie und Rasse I. Altertum II. Italien. A. Duncker, 1917/1922.
- Atlantis. Der Untergang einer Welt. Epos der Rasse in 20 Gesängen. A. Duncker, 1920.
- Der blonde Mensch. A. Duncker, 1921.
- Rasse und Politik. A. Duncker, 1922.
- Rassezucht. G. Westermann, 1924.
- Rasse und Sittlichkeit. A. Duncker, 1924.
- Rasse und Kultur. G. Westermann, 1924.
- Rasselehre. G. Westermann, 1925.
- Rassebilder. G. Westermann, 1925.
- Rasse und Gesundheit. G. Westermann, 1925.
- Reine Lebensführung. G. Westermann, 1925.
- Rasse und Philosophie. o. A., 1932.
- Die Rasse der Juden. Schade, 1933.
- Rasse und Protestantismus. Schade, 1933.
- Das Licht aus dem Norden. Ein Buch der Weltanschauung. 1935.
- Geschichte des Judentums. A. Duncker, 1935.

Romane
- Lehrer Johannes Johansen. Erzählung. Verlag Adolf Bonz & Comp., Stuttgart 1902
- Das neue Jerusalem. Ein jüdischer Roman. Verlag Adolf Bonz, Stuttgart 1905
- Die Familie Gessner. Verlag Bonz, Stuttgart 1909

als Herausgeber
- Aus fremden Gärten. Verlag Duncker, Weimar 1911–1921
- Geschichte der Literatur des Abendlandes vor dem Weltkriege